# Пожираемые заживо
«Пожираемые заживо» (англ. Insanitarium) — американский фильм ужасов 2008 года режиссёра Джеффа Балера.

## Сюжет
Джек разыгрывает сумасшествие (Джесси Меткалф), чтобы спасти свою сестру (Киле Санчес), оказавшуюся в клинике для душевнобольных после неудачной попытки суицида. Брат и сестра вскоре обнаруживают, что странный врач (Питер Стормаре) превратил своих пациентов в лабораторных крыс: с их помощью он проводит испытания экспериментального препарата, превращающего больных в кровожадных каннибалов. Они объединяются с неизлечимо больным (Кевин Зусман) и медсестрой (Оливия Манн) в надежде устроить побег…

## В ролях
- Джесси Меткалф — Джек
- Киле Санчес — Лили
- Питер Стормаре — доктор Джианетти
- Карла Галло — Вера
- Кевин Зусман — Дейв
- Эван Парк — Чарльз
- Оливия Манн — Нэнси
- Джефф Балер — парамедик